# Margaret Deland
Margaret Deland (ur. 23 lutego 1857 w Allegheny, zm. 13 stycznia 1945 w Bostonie) – amerykańska pisarka i poetka. Urodziła się w miejscowości Allegheny w stanie Pensylwania. Jej matka zmarła na skutek komplikacji okołoporodowych i osieroconą dziewczynkę oddano pod opiekę ciotki, Lois Wade, i jej męża Benjamina Campbella Blake’a. Autorka uczyła się w szkołach prywatnych i przez pewien czas pracowała jako nauczycielka rysunku. W 1880 poślubiła Lorina F. Delanda. Wraz z mężem prowadziła dom otwarty dla niezamężnych matek i ich dzieci. W ciągu czterech lat małżonkowie udzielili schronienia około sześćdziesięciu kobietom, które nie miały innego miejsca do życia. Wtedy też zaczęła pisać. W 1886 opublikowała tomik wierszy, w którym znalazł się jako utwór tytułowy poemat The Old Garden (Stary ogród). Napisała też cykle Nature (Przyroda), Love Songs (Piosenki miłosne), Poems of Life (Wiersze o życiu) i Verses for Children (Wiersze dla dzieci).